# Pau a pique

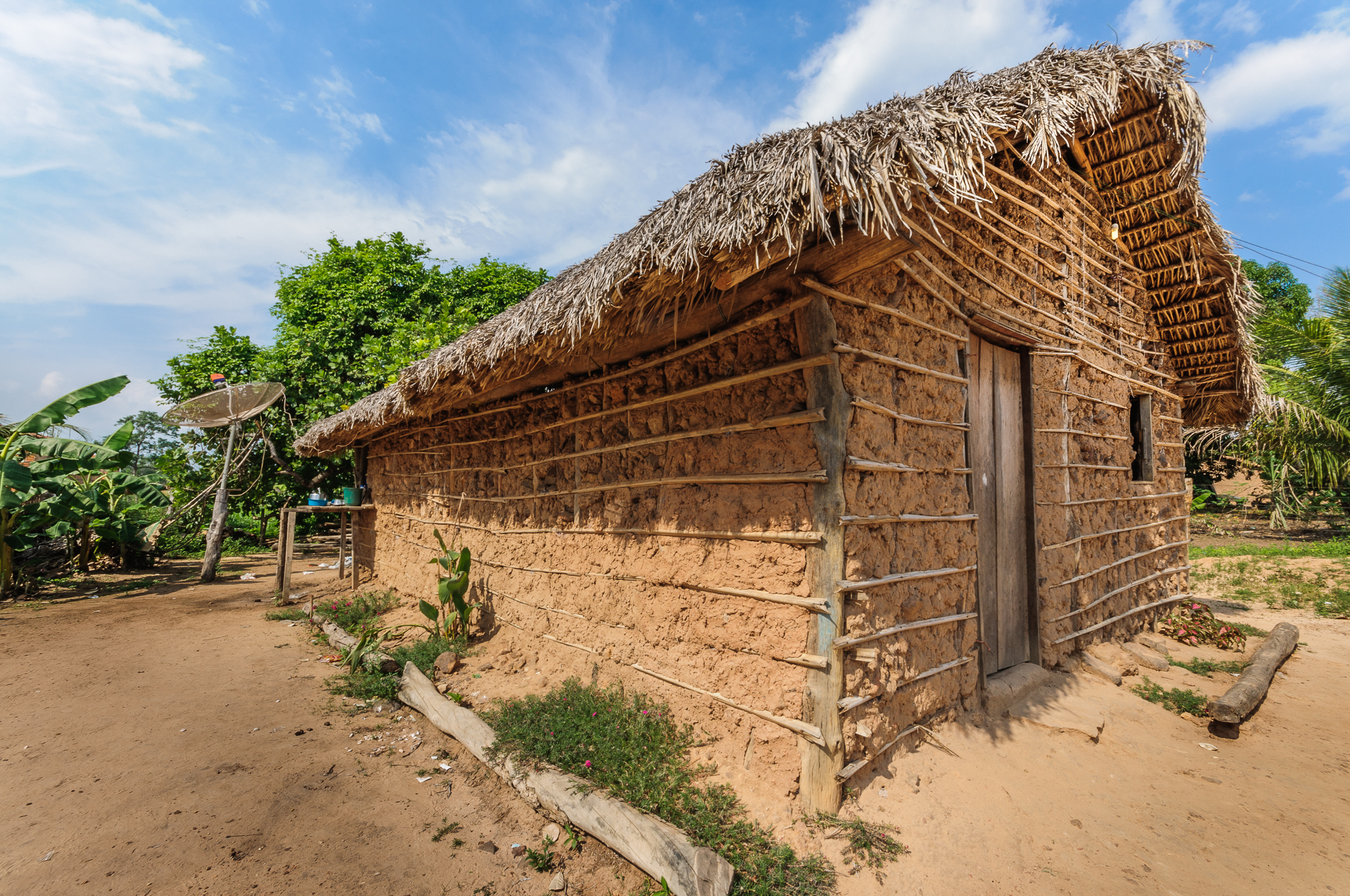
Casa de taipa no Parque Nacional da Chapada das Mesas, Maranhão.

Pau a pique, também conhecido como taipa de mão, taipa de sopapo e taipa de sebe, é uma técnica construtiva antiga e vernacular (artesanal com uso de materiais locais) que consiste no entrelaçamento de madeiras verticais fixadas no solo, com vigas horizontais, geralmente de bambu, amarradas entre si por cipós, dando origem a um grande painel perfurado que, após ter os vãos preenchidos com barro, transforma-se em parede.
A taipa é um material vernacular, usado na construção civil, à base de argila (barro) e cascalho empregado com o objetivo de erguer uma parede.

## Informações gerais
As madeiras verticais comumente distam uma da outra, de face a face, em torno de vinte e cinco centímetros, enquanto que as horizontais, que são varas finas, mantêm distância de no máximo quinze centímetros. Podia receber acabamento alisado ou não, permanecendo rústica, ou ainda receber pintura de caiação.

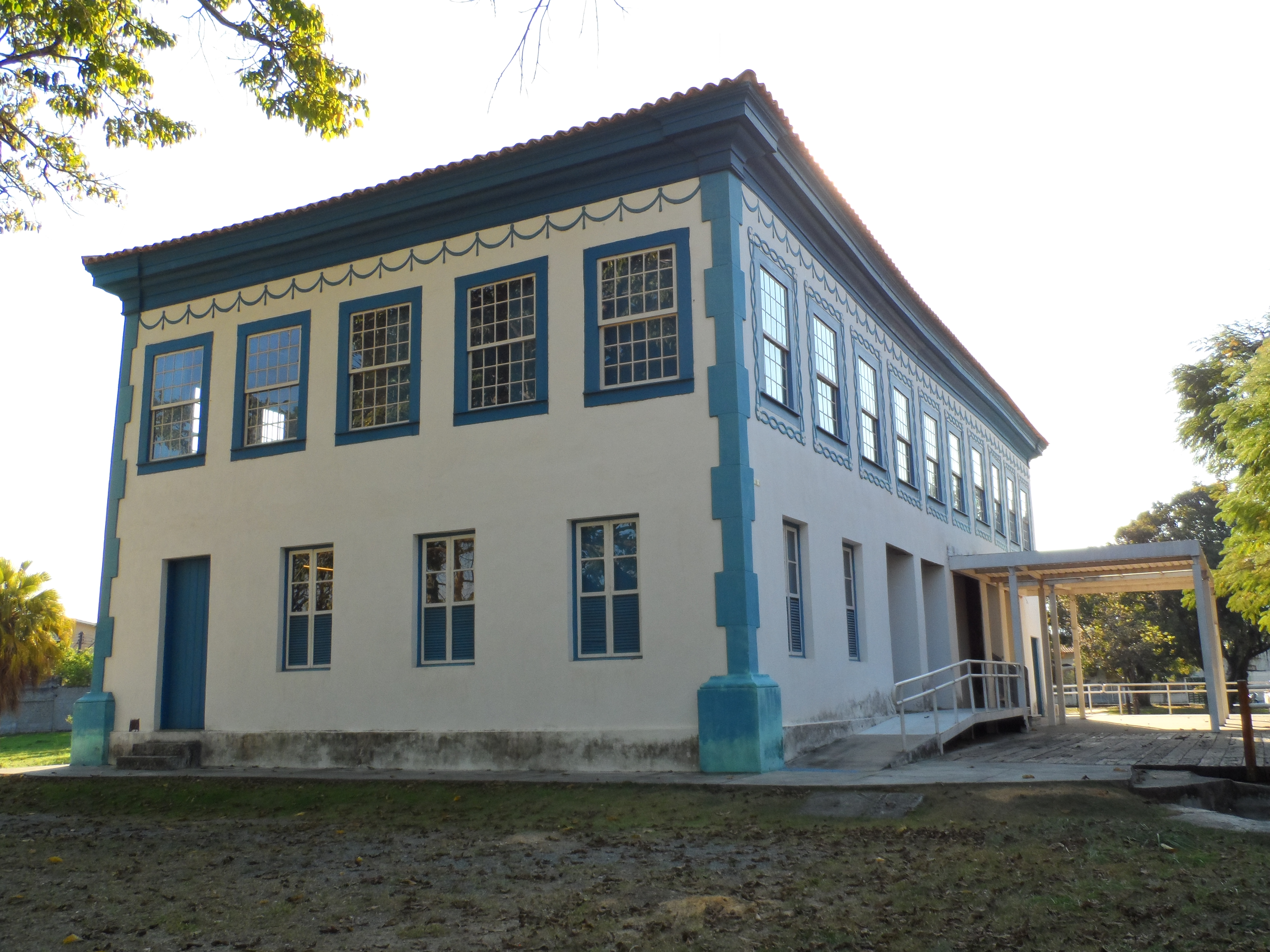
Solar do Major Novaes em Cruzeiro, São Paulo, construído em adobe, no pavimento inferior, e pau a pique, no pavimento superior.

A construção de pau a pique, quando mal executada e mal acabada, pode se degradar em pouco tempo, inclusive se a madeira não for de qualidade ou apropriada para solo, e pode apresentar rachaduras e fendas,  tornando-se alvo de roedores e insetos, que se instalam nestas aberturas. Por conta disso, o pau a pique é comumente associado ao Barbeiro (Triatoma infestans) em regiões em que este artrópode ocorre, inseto transmissor da Doença de Chagas, que costuma habitar estas frestas. No entanto, quando construída de forma adequada, com base de pedra afastando-a do solo (50 a 60 cm) e devidamente rebocada e coberta, não há o perigo da instalação do barbeiro nas paredes e ou mesmo da degradação do pau a pique.
A Taipa é uma técnica antiga, empregada desde os tempos remotos do Oriente, tendo suas origens herdadas dos romanos. Sua utilização na África data de muito antes da colonização europeia. 
Com o passar dos anos e com a utilização dessa técnica, transformações e evoluções foram desenvolvidas. As madeiras deixaram de ser fixadas no solo, pelo fato de apodrecerem rapidamente, suas amarrações passaram a ser feitas com outros materiais, como fibra vegetal e arame galvanizado.
Mais recentemente, no Chile, têm surgido construções utilizando uma variação desta técnica, que é chamada de quincha metálica ou tecnobarro, onde a madeira da "gaiola" é substituída por malha de ferro, preenchida com barro através de equipamento apropriado.

## Introdução no Brasil

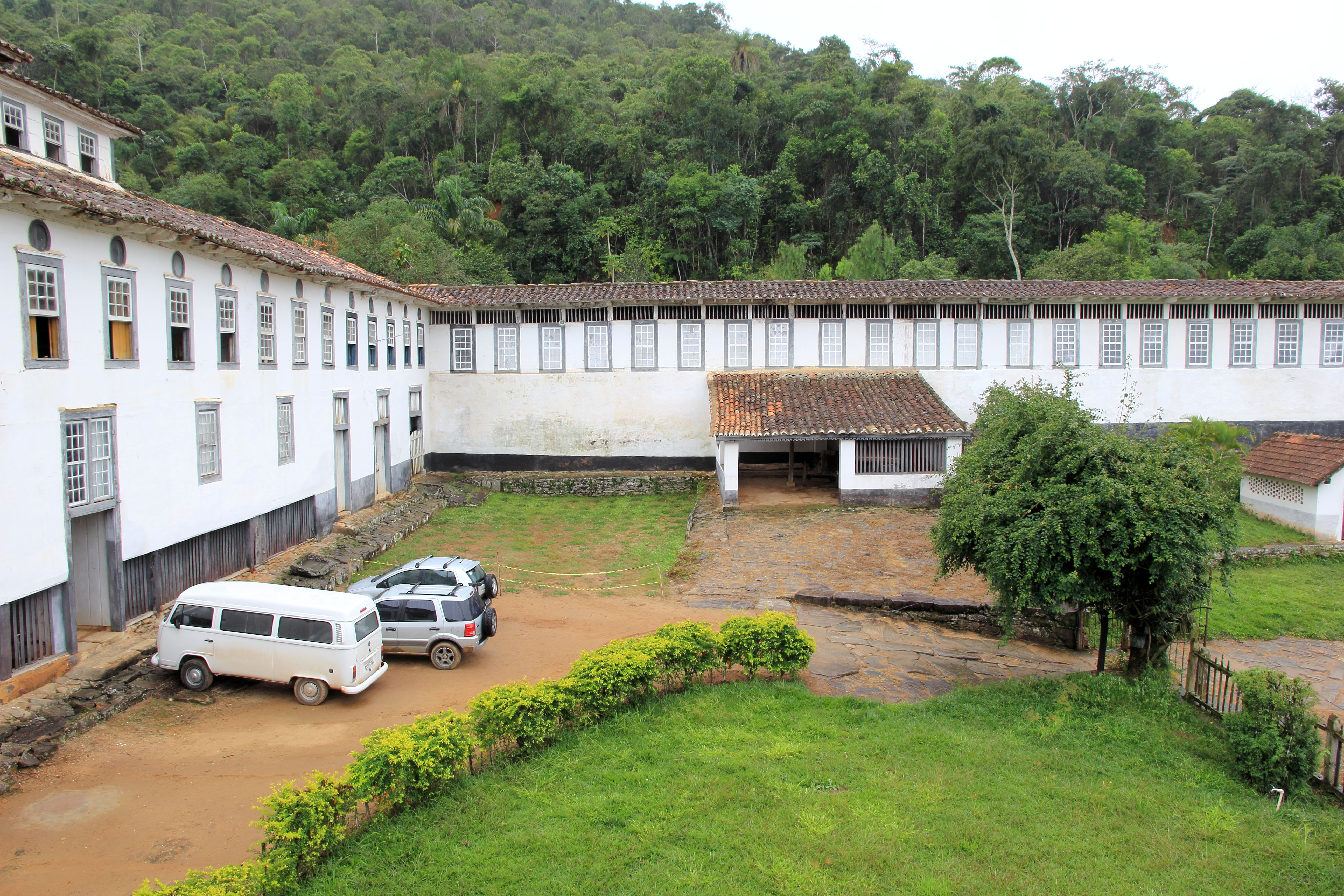
Fazenda Santa Clara em Santa Rita de Jacutinga, Minas Gerais, uma das maiores edificações de pau a pique do Brasil.

Não existe consenso entre historiadores sobre a real origem desse sistema construtivo no Brasil. Entende-se que possa ter resultado da confluência entre técnicas portuguesas, indígenas e africanas.
O uso de paredes feitas de pau a pique e tabique foi muito intenso na época do Brasil Colônia, principalmente no interior das edificações. Por ser um estilo de construção de mais baixo custo e muitas vezes com materiais encontrados na própria natureza, era mais frequente em áreas rurais, embora esse sistema de vedação fosse utilizado nas mais diversas tipologias construtivas, abrangendo não só senzalas e residências, mas edificações de alto padrão como igrejas matrizes. A técnica foi bastante usada em paredes internas de algumas igrejas de Minas Gerais durante o período de mineração no Brasil, sendo alguns exemplos as igrejas de Nossa Senhora das Mercês e Perdões em Ouro Preto e de Nossa Senhora do Ó em Sabará.
A madeira e o barro continuaram a ser, durante todo o século XVIII, os principais materiais usados nas construções em Minas Gerais, São Paulo, Rio Grande do Sul e Bahia, enquanto em Pernambuco, especialmente no Recife, era mais comum o uso do tijolo.
Louis Léger Vauthier descreve em Casas de Residências no Brasil o uso do pau a pique em senzalas de engenho em Pernambuco e como a falta de reboco tornou as edificações suscetíveis à ação de intempéries e como, por outro lado, esse fato também tornava possível a existência de aberturas que permitiam a passagem de luz e ventilação.
Devido à associação desse sistema às condicionantes locais, o pau a pique foi utilizado de formas diferentes ao longo do período colonial.